# Menjagrà de Saint Lucia
El menjagrà de Saint Lucia (Melanospiza richardsoni) és un ocell de la família dels tràupid (Thraupidae).

## Hàbitat i distribució
Habita el sotabosc i matolls de l'illa de Saint Lucia, a les Petites Antilles centrals.